# ئی‌ام‌دی جی۱۶
ئی‌ام‌دی جی۱۶ (انگلیسی: EMD G16) یک لوکوموتیو دیزلی ساخت شرکت‌های الکترو-موتیو دیزل، جنرال موتورز دیزل، شرکت مهندسی کلاید و ماکوسا بوده است.
این لوکوموتیو دارای ۱۶ سیلندر، ۱۸۰۰ اسب بخار توان خروجی و ۱۲۴ کیلومتر در ساعت سرعت نهایی بوده است. کشورهای استرالیا، برزیل، مصر، هنگ کنگ، اسرائیل، مکزیک، اسپانیا، یوگسلاوی (کرواسی، اسلوونی، صربستان، مقدونیه، کوزوو) و سوسنی و هرزگووین از استفاده کنندگان این لوکوموتیو بوده‌اند.

## نگارخانه

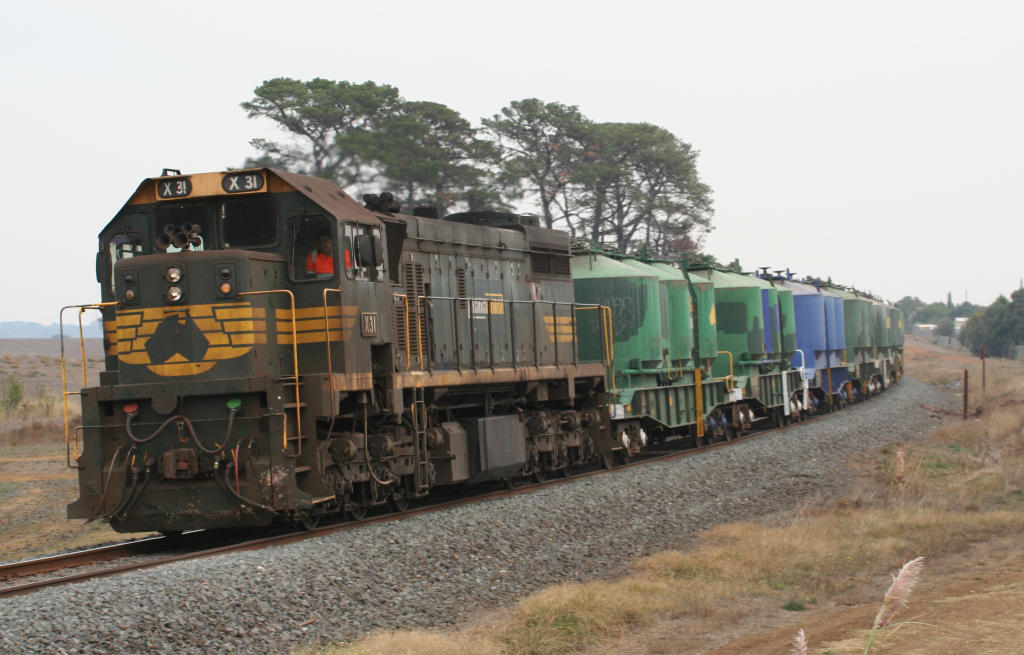
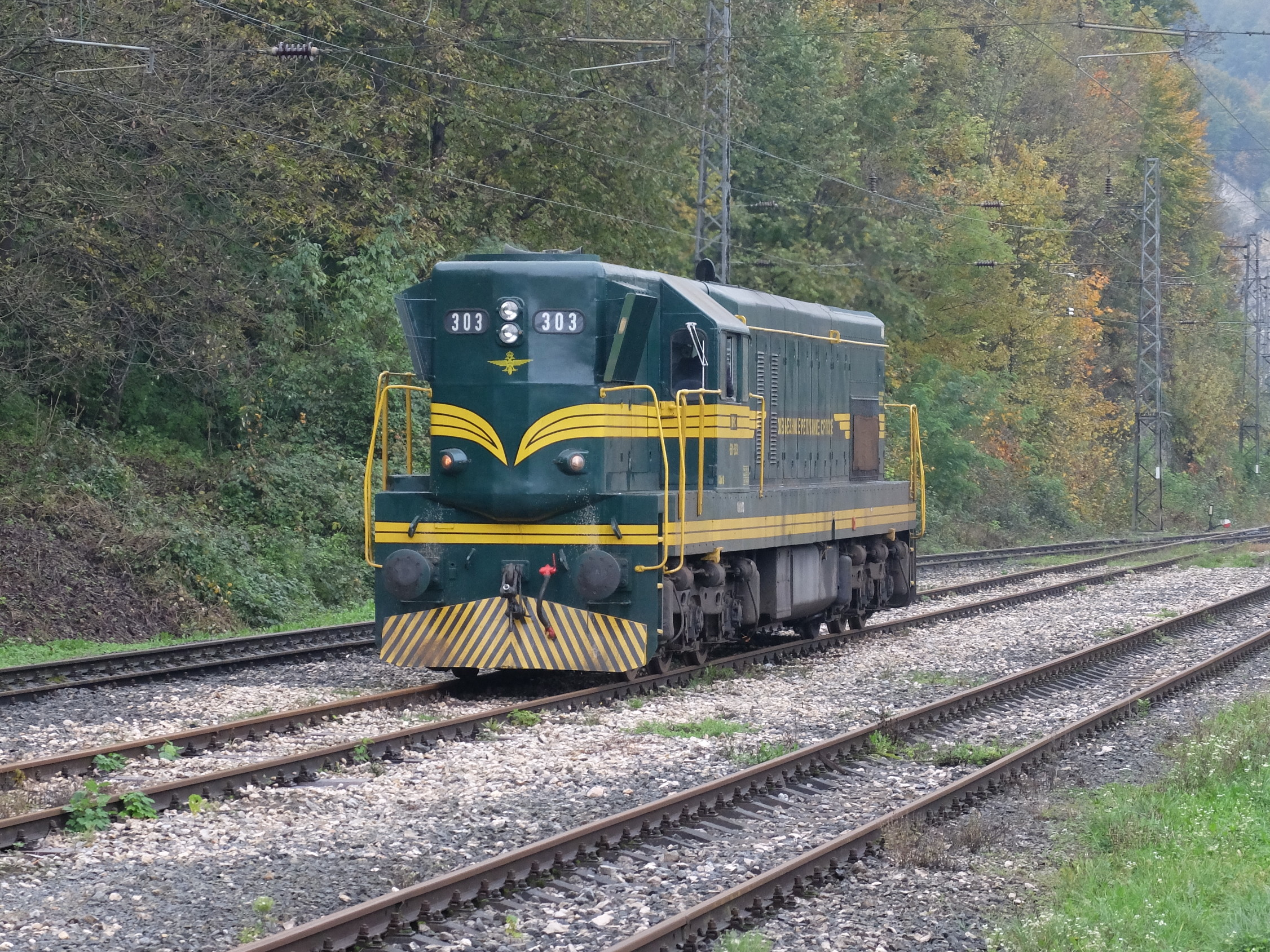
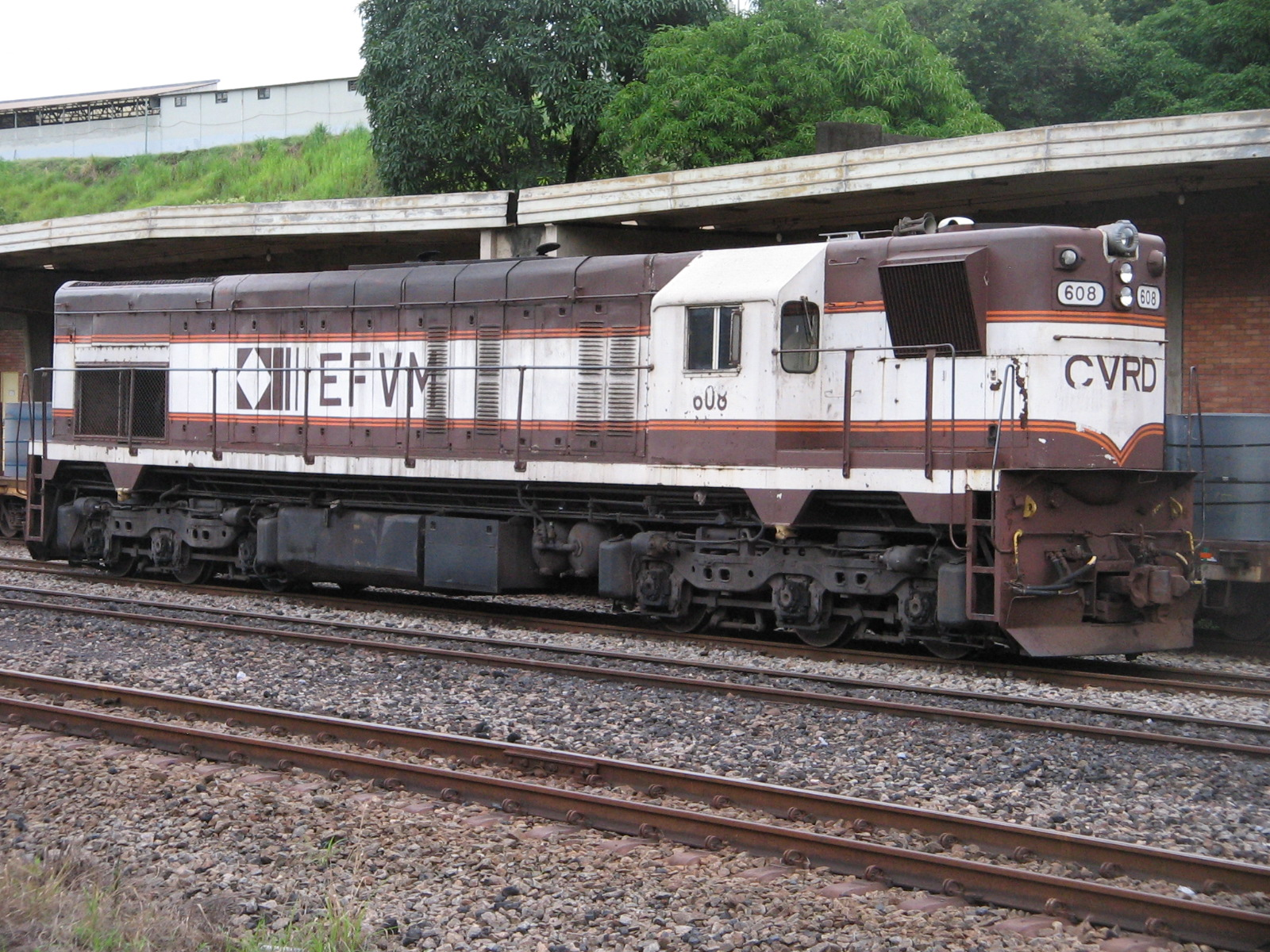
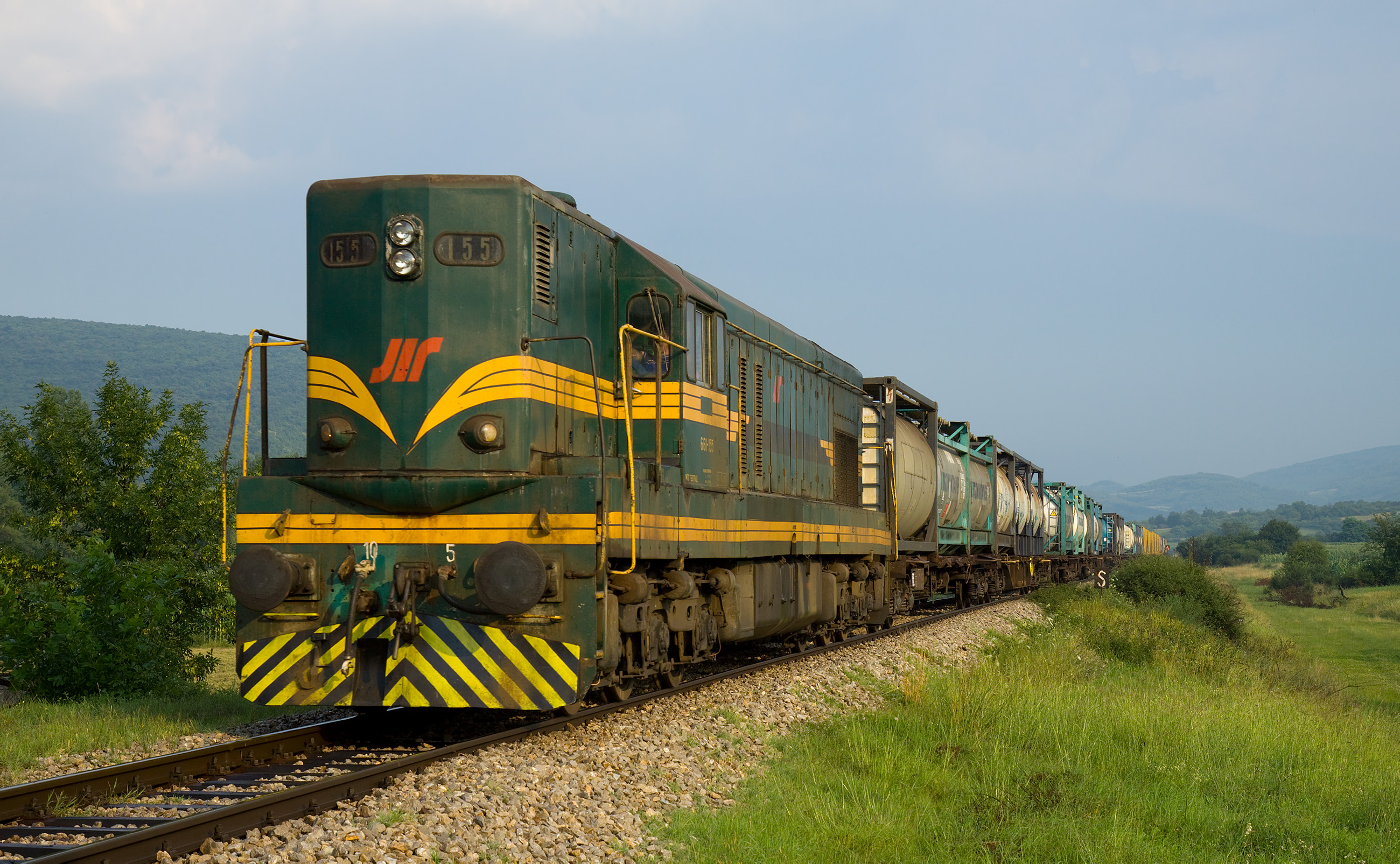
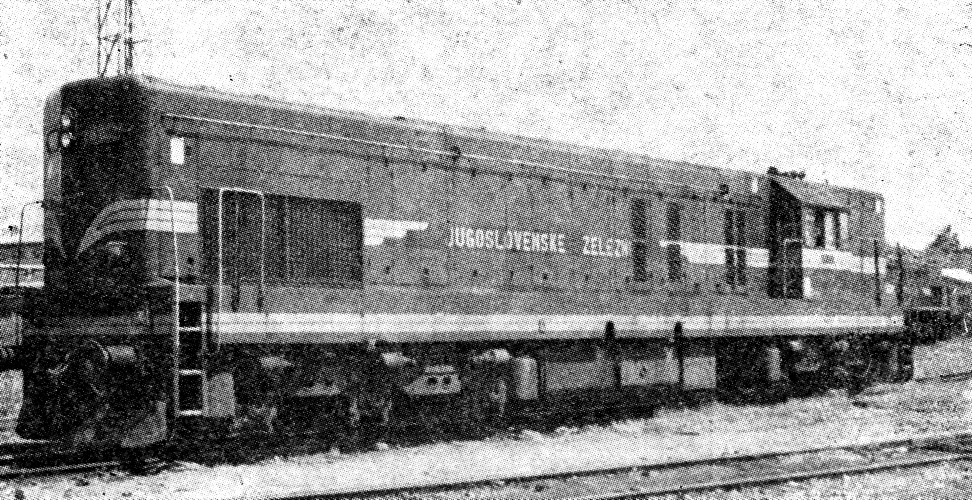
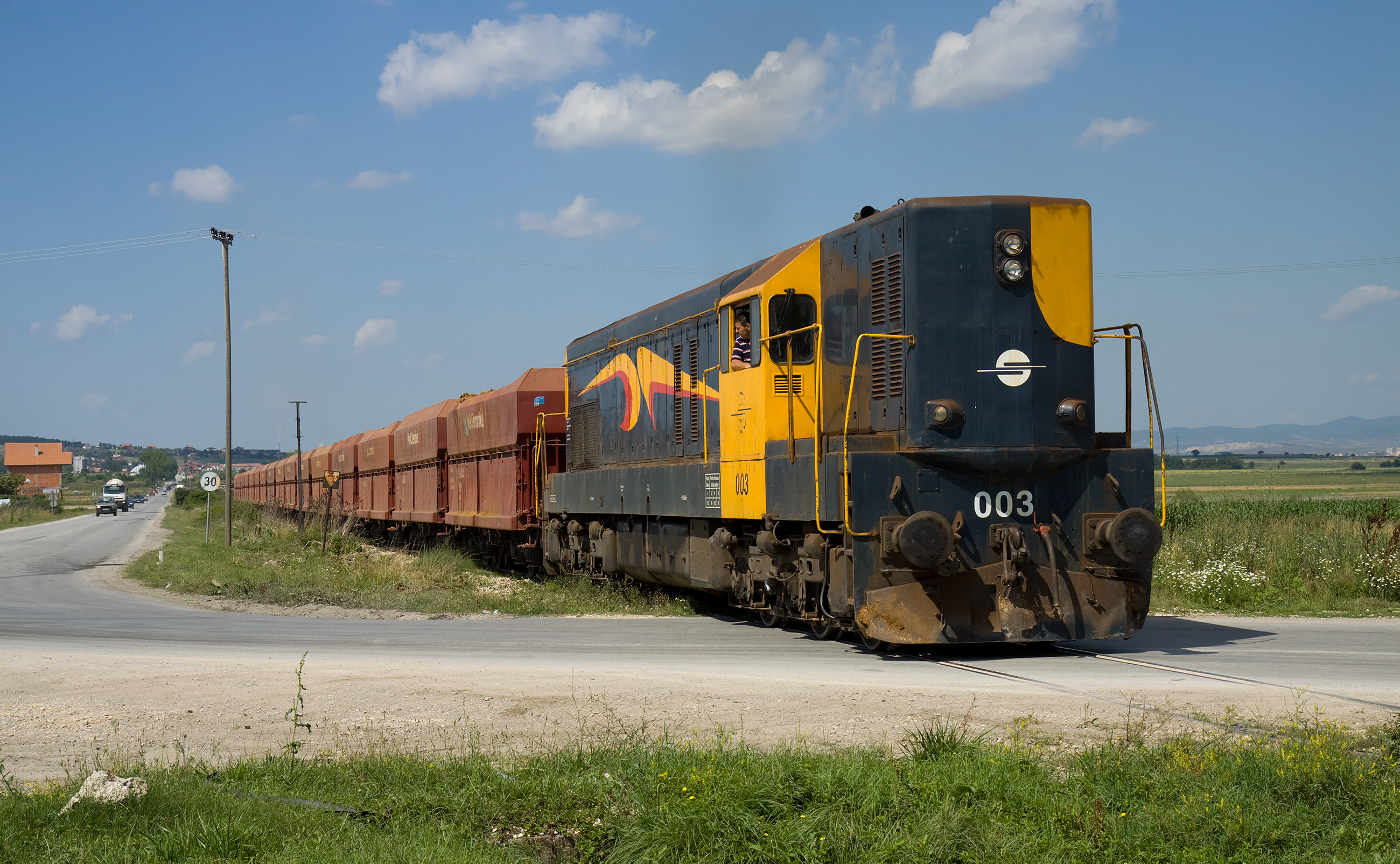
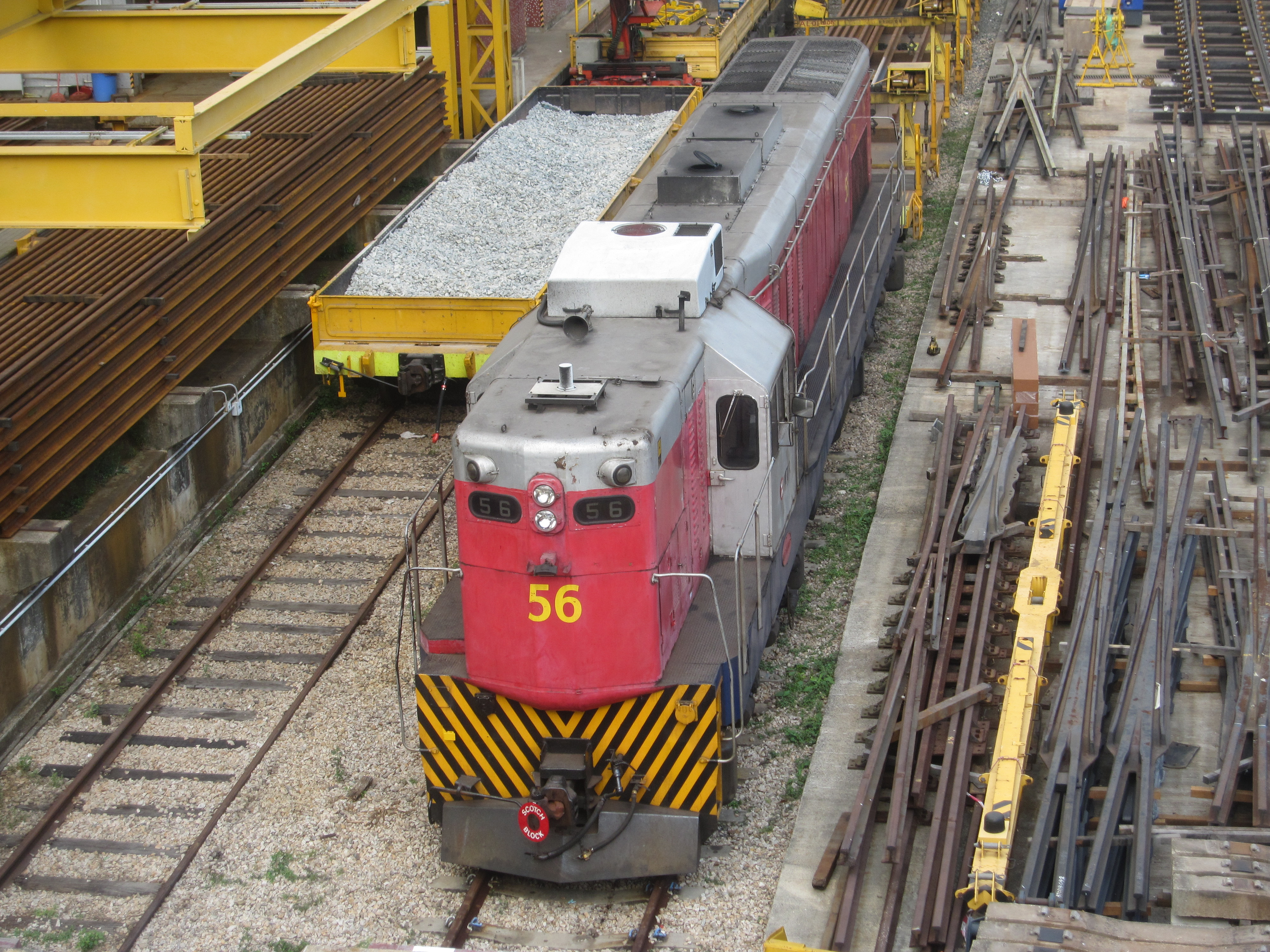